# گونتر تیتس
گونتر تیتس (به انگلیسی: Günter Tittes) (زادهٔ ۲۳ اکتبر ۱۹۳۶) شناگر اهل آلمان است.